# Saison 1992 de l'ATP
Cet article traite de la saison 1992 masculine. Pour la saison 1992 féminine, voir Saison 1992 de la WTA.
Vainqueurs des tournois majeurs
La saison 1992 de l'ATP correspond à l'ensemble des tournois de tennis professionnels organisés par l'ATP entre décembre 1991 et décembre 1992.

## Faits marquants
Jim Courier réalise le doublé Open d'Australie - Roland-Garros (réalisé 24 ans plus tard par Novak Djokovic en 2016) et finit l'année no 1 mondial.
Andre Agassi remporte son premier tournoi du Grand Chelem, Wimbledon, à 22 ans.
À la surprise générale, c'est le Suisse Marc Rosset qui remporte la médaille d'or olympique en simple à Barcelone.
Côté français, Guy Forget sort du top 10 mais reste le mieux classé de ses compatriotes. Il atteint la finale de deux tournois Super 9, à Stockholm et Paris-Bercy.
Enfin, on peut noter qu'il s'agit de la dernière année dans le top 10 pour l'octuple vainqueur en Grand Chelem Ivan Lendl qui cette année-là acquiert la nationalité américaine.

## Classements

### Evolution du top 10
| Rang | Nom           | Points |
| ---- | ------------- | ------ |
| 1    | Stefan Edberg | 3515   |
| 2    | Jim Courier   | 3205   |
| 3    | Boris Becker  | 2822   |
| 4    | Michael Stich | 2675   |
| 5    | Ivan Lendl    | 2565   |
| 6    | Pete Sampras  | 2492   |
| 7    | Guy Forget    | 2392   |
| 8    | Karel Nováček | 1599   |
| 9    | Petr Korda    | 1570   |
| 10   | Andre Agassi  | 1519   |

| Rang | Nom               | Points |
| ---- | ----------------- | ------ |
| 1    | John Fitzgerald   | 3452   |
| 2    | Anders Järryd     | 3346   |
| 3    | David Pate        | 2354   |
| 4    | Scott Davis       | 2336   |
| 5    | Ken Flach         | 2183   |
| 6    | Robert Seguso     | 2121   |
| 7    | Todd Woodbridge   | 2086   |
| 8    | Glenn Michibata   | 2066   |
| 9    | Patrick Galbraith | 1900   |
| 10   | Grant Connell     | 1877   |

| Rang | Nom             | Points           |      |
| ---- | --------------- | ---------------- | ---- |
| 1    | en augmentation | Jim Courier      | 3599 |
| 2    | en diminution   | Stefan Edberg    | 3236 |
| 3    | en augmentation | Pete Sampras     | 3074 |
| 4    | en augmentation | Goran Ivanišević | 2718 |
| 5    | en diminution   | Boris Becker     | 2530 |
| 6    | en augmentation | Michael Chang    | 2277 |
| 7    | en augmentation | Petr Korda       | 2174 |
| 8    | en diminution   | Ivan Lendl       | 1985 |
| 9    | en augmentation | Andre Agassi     | 1852 |
| 10   | en augmentation | Richard Krajicek | 1816 |

| Rang | Nom             | Points          |      |
| ---- | --------------- | --------------- | ---- |
| 1    | en augmentation | Mark Woodforde  | 3085 |
| 2    | en augmentation | Todd Woodbridge | 3072 |
| 3    | en augmentation | Jim Grabb       | 2961 |
| 4    | en augmentation | Richey Reneberg | 2895 |
| 5    | en augmentation | Kelly Jones     | 2404 |
| 6    | en augmentation | Rick Leach      | 2322 |
| 7    | en augmentation | Patrick McEnroe | 2235 |
| 8    | en augmentation | Jakob Hlasek    | 2219 |
| 9    | en augmentation | John McEnroe    | 2203 |
| 10   | en diminution   | Anders Järryd   | 2107 |

### Statistiques du top 20
| N° | Joueur             | Pays | Evolution |
| -- | ------------------ | ---- | --------- |
| 1  | Jim Courier        |      | +1        |
| 2  | Stefan Edberg      |      | −1        |
| 3  | Pete Sampras       |      | +3        |
| 4  | Goran Ivanišević   |      | +12       |
| 5  | Boris Becker       |      | −2        |
| 6  | Michael Chang      |      | +9        |
| 7  | Petr Korda         |      | +2        |
| 8  | Ivan Lendl         |      | −3        |
| 9  | Andre Agassi       |      | +1        |
| 10 | Richard Krajicek   |      | +35       |
| 11 | Guy Forget         |      | −4        |
| 12 | Wayne Ferreira     |      | +29       |
| 13 | MaliVai Washington |      | +37       |
| 14 | Carlos Costa       |      | +41       |
| 15 | Michael Stich      |      | −11       |
| 16 | Sergi Bruguera     |      | −5        |
| 17 | Alexander Volkov   |      | +8        |
| 18 | Thomas Muster      |      | +17       |
| 19 | Henrik Holm        |      | +112      |
| 20 | John McEnroe       |      | +8        |

## Palmarès

### Simple
| Date  | Tournoi          | Tournoi | Dotation      | Surface      | Vainqueur        | Vainqueur | Finaliste        | Finaliste | Score                      | Tableau |
| ----- | ---------------- | ------- | ------------- | ------------ | ---------------- | --------- | ---------------- | --------- | -------------------------- | ------- |
| 13/01 | Australian Open  |         | $ 1 895 685   | Dur          | Jim Courier      |           | Stefan Edberg    |           | 6-3, 3-6, 6-4, 6-2         | Tableau |
| 02/03 | Indian Wells     |         | $ 825 000     | Dur          | Michael Chang    |           | Andrei Chesnokov |           | 6-3, 6-4, 7-5              | Tableau |
| 13/03 | Miami            |         | $ 1 325 000   | Dur          | Michael Chang    |           | Alberto Mancini  |           | 7-5, 7-5                   | Tableau |
| 20/04 | Monte-Carlo      |         | $ 1 020 000   | Terre battue | Thomas Muster    |           | Aaron Krickstein |           | 6-3, 6-1, 6-3              | Tableau |
| 04/05 | Hambourg         |         | $ 1 000 000   | Terre battue | Stefan Edberg    |           | Michael Stich    |           | 5-7, 6-4, 6-1              | Tableau |
| 11/05 | Rome             |         | $ 1 125 000   | Terre battue | Jim Courier      |           | Carlos Costa     |           | 7-6, 6-0, 6-4              | Tableau |
| 25/05 | Roland-Garros    |         | $ 3 797 528   | Terre        | Jim Courier      |           | Petr Korda       |           | 7-5, 6-2, 6-1              | Tableau |
| 22/06 | Wimbledon        |         | $ 3 654 296   | Herbe        | Andre Agassi     |           | Goran Ivanišević |           | 6-7(8), 6-4, 6-4, 1-6, 6-4 | Tableau |
| 9/08  | J.O. (Barcelone) |         | Médaille d'or | Terre Battue | Marc Rosset      |           | Jordi Arrese     |           | 7-6, 6-4, 3-6, 4-6, 8-6    | Tableau |
| 20/07 | Toronto          |         | $ 1 025 000   | Dur          | Andre Agassi     |           | Ivan Lendl       |           | 3-6, 6-2, 6-0              | Tableau |
| 10/08 | Cincinnati       |         | $ 1 125 000   | Dur          | Pete Sampras     |           | Ivan Lendl       |           | 6-3, 3-6, 6-3              | Tableau |
| 31/08 | US Open          |         | $ 3 566 400   | Dur          | Stefan Edberg    |           | Pete Sampras     |           | 3-6, 6-4, 7-6(5), 6-2      | Tableau |
| 26/10 | Stockholm        |         | $ 1 040 000   | Synthétique  | Goran Ivanišević |           | Guy Forget       |           | 7-6, 4-6, 7-6, 6-2         | Tableau |
| 02/11 | Paris            |         | $ 1 815 000   | Synthétique  | Boris Becker     |           | Guy Forget       |           | 7-6, 6-3, 3-6, 6-3         | Tableau |
| 16/11 | Masters          |         | $ 2 500 000   | Synthétique  | Boris Becker     |           | Jim Courier      |           | 6-4, 6-3, 7-5              | Tableau |

### Double mixte
| No | Date       | Nom et lieu du tournoi         | Catégorie | Dotation    | Surface      | Vainqueurs                      | Finalistes                      | Score          |         |
| -- | ---------- | ------------------------------ | --------- | ----------- | ------------ | ------------------------------- | ------------------------------- | -------------- | ------- |
| 1  | 13/01/1992 | Ford Australian Open Melbourne | G. Chelem | 1 895 685 $ | Dur (ext.)   | Nicole Provis Mark Woodforde    | Arantxa Sánchez Todd Woodbridge | 6-3, 4-6, 11-9 | Tableau |
| 2  | 25/05/1992 | Roland-Garros Paris            | G. Chelem | 3 797 528 $ | Terre (ext.) | Arantxa Sánchez Todd Woodbridge | Lori McNeil Bryan Shelton       | 6-2, 6-3       | Tableau |
| 3  | 22/06/1992 | The Championships Wimbledon    | G. Chelem | 3 654 296 $ | Gazon (ext.) | Larisa Neiland Cyril Suk        | Miriam Oremans Jacco Eltingh    | 7-62, 6-2      | Tableau |
| 4  | 31/08/1992 | US Open Flushing Meadows       | G. Chelem | 3 566 400 $ | Dur (ext.)   | Nicole Provis Mark Woodforde    | Helena Suková Tom Nijssen       | 4-6, 6-3, 6-3  | Tableau |

### Compétitions par équipes
| | Suisse | 1                           | -  | 3  | États-Unis |   |   |
| --- | ------ | --------------------------- | -- | -- | ---------- | - | - |
| Tarrant County Centre, Fort Worth, Texas, États-Unis |        |                             |    |    |            |   |   |
| du 04 au 06 décembre 1992 sur dur (int.) |        |                             |    |    |            |   |   |
| \| 1 \| \| Jakob Hlasek \| 1 \| 2 \| 2 \| \| \| \| 1 \| \| Andre Agassi \| 6 \| 6 \| 6 \| \| \| \| 2 \| \| Marc Rosset \| 6 \| 69 \| 3 \| 6 \| 6 \| \| 2 \| \| Jim Courier \| 3 \| 7 \| 6 \| 4 \| 4 \| \| 3 \| \| Jakob Hlasek - Marc Rosset \| 7 \| 7 \| 5 \| 1 \| 2 \| \| 3 \| \| Pete Sampras - John McEnroe \| 65 \| 67 \| 7 \| 6 \| 6 \| \| \| \| \| \| \| \| \| \| \| 4 \| \| Jakob Hlasek \| 3 \| 6 \| 3 \| 4 \| \| \| 4 \| \| Jim Courier \| 6 \| 3 \| 6 \| 6 \| \| \| \| \| \| \| \| \| \| \| \| 5 \| \| Marc Rosset \| \| \| non \| \| \| \| 5 \| \| Andre Agassi \| \| \| joué \| \| \| \| \| \| \| \| \| \| \| \| |        |                             |    |    |            |   |   |
| 1 |        | Jakob Hlasek                | 1  | 2  | 2          |   |   |
| 1 |        | Andre Agassi                | 6  | 6  | 6          |   |   |
| 2 |        | Marc Rosset                 | 6  | 69 | 3          | 6 | 6 |
| 2 |        | Jim Courier                 | 3  | 7  | 6          | 4 | 4 |
| 3 |        | Jakob Hlasek - Marc Rosset  | 7  | 7  | 5          | 1 | 2 |
| 3 |        | Pete Sampras - John McEnroe | 65 | 67 | 7          | 6 | 6 |
| |        |                             |    |    |            |   |   |
| 4 |        | Jakob Hlasek                | 3  | 6  | 3          | 4 |   |
| 4 |        | Jim Courier                 | 6  | 3  | 6          | 6 |   |
| |        |                             |    |    |            |   |   |
| 5 |        | Marc Rosset                 |    |    | non        |   |   |
| 5 |        | Andre Agassi                |    |    | joué       |   |   |
| |        |                             |    |    |            |   |   |

| 1 |  | Jakob Hlasek                | 1  | 2  | 2    |   |   |
| 1 |  | Andre Agassi                | 6  | 6  | 6    |   |   |
| 2 |  | Marc Rosset                 | 6  | 69 | 3    | 6 | 6 |
| 2 |  | Jim Courier                 | 3  | 7  | 6    | 4 | 4 |
| 3 |  | Jakob Hlasek - Marc Rosset  | 7  | 7  | 5    | 1 | 2 |
| 3 |  | Pete Sampras - John McEnroe | 65 | 67 | 7    | 6 | 6 |
|   |  |                             |    |    |      |   |   |
| 4 |  | Jakob Hlasek                | 3  | 6  | 3    | 4 |   |
| 4 |  | Jim Courier                 | 6  | 3  | 6    | 6 |   |
|   |  |                             |    |    |      |   |   |
| 5 |  | Marc Rosset                 |    |    | non  |   |   |
| 5 |  | Andre Agassi                |    |    | joué |   |   |
|   |  |                             |    |    |      |   |   |

|  | Équipe 1 | Score | Équipe 2        |  |
|  | Suisse   | 2 – 1 | Tchécoslovaquie |  |

| Ordre des matchs | Joueurs                        | Points au premier set | Points au second set | Points au troisième set |
| ---------------- | ------------------------------ | --------------------- | -------------------- | ----------------------- |
| 1                | Manuela Maleeva                | 6                     | 6                    |                         |
| 1                | Helena Suková                  | 2                     | 4                    |                         |
|                  |                                |                       |                      |                         |
| 2                | Jakob Hlasek                   | 6                     | 6                    |                         |
| 2                | Karel Nováček                  | 4                     | 4                    |                         |
|                  |                                |                       |                      |                         |
| 3 (sans enjeu)   | Manuela Maleeva - Jakob Hlasek | 4                     |                      |                         |
| 3 (sans enjeu)   | Helena Suková - Karel Nováček  | 8                     |                      |                         |

|  | Équipe 1 | Score | Équipe 2        |  |
|  | Espagne  | 3 – 0 | Tchécoslovaquie |  |

| Ordre des matchs | Joueurs                       | Points au premier set | Points au second set | Points au troisième set |
| ---------------- | ----------------------------- | --------------------- | -------------------- | ----------------------- |
| 1                | Emilio Sánchez                | 3                     | 6                    | 7                       |
| 1                | Petr Korda                    | 6                     | 2                    | 6                       |
|                  |                               |                       |                      |                         |
| 2                | Sergi Bruguera                | 6                     | 6                    |                         |
| 2                | Karel Nováček                 | 4                     | 2                    |                         |
|                  |                               |                       |                      |                         |
| 3 (sans enjeu)   | Emilio Sánchez - Sergio Casal | 1                     | 6                    | 6                       |
| 3 (sans enjeu)   | Cyril Suk - Karel Nováček     | 6                     | 4                    | 3                       |

## Informations statistiques
Les tournois sont listés par ordre chronologique.

### En simple
| Joueur | Nombre | Titre(s)           |
|        | ?      | liste des tournois |

| Joueur | Début de carrière | Premier titre |
|        | ????              | tournoi       |

### En double
| Joueur | Nombre | Titre(s)           |
|        | ?      | liste des tournois |

| Joueur | Début de carrière | Premier titre |
|        | ????              | tournoi       |